# 东海狮属
东海狮属（学名：Oriensarctos）是海狮科下的一个属。

## 下属物种
本属包括以下物种：
- 渡濑氏东海狮 Eumetopias watasei (Matsumoto, 1925)